# ドル外交
ドル外交（ドルがいこう）とは、アメリカ合衆国の20世紀初頭の外交政策である。ウィリアム・タフトアメリカ合衆国大統領が強力に推進した。おもにラテンアメリカと東アジアに資本力を背景に対外進出を図る外交政策。ラテンアメリカが欧州に対して負っていた対外債務を、アメリカ合衆国ドルに借り換えさせることで、その国の市場を開かせようとした。ラテンアメリカ諸国では、ドル外交は米国政府と米国企業が自国の市場を開放させるために資本力、軍事力を利用していると軽蔑的に理解されていた。